# 基尼奇塔尔
基尼奇塔尔是德国萨克森州的一个市镇。总面积44.18平方公里，总人口2083人，其中男性1056人，女性1027人（2011年12月31日），人口密度47人/平方公里。